# 157 a.C.

## Eventos
- Sexto Júlio César e Lúcio Aurélio Orestes, cônsules romanos.[1]
- Início do mandato do Imperador Kaika - 9º Imperador do Japão [2]